# Лінкольн (переписна місцевість, Мен)
Лінкольн (англ. Lincoln) — переписна місцевість (CDP) в США, в окрузі Пенобскот штату Мен. Населення — 2667 осіб (2020).

## Географія
Лінкольн розташований за координатами 45°21′46″ пн. ш. 68°30′6″ зх. д. / 45.36278° пн. ш. 68.50167° зх. д. (45.362677, -68.501730).  За даними Бюро перепису населення США в 2010 році переписна місцевість мала площу 21,24 км², з яких 19,23 км² — суходіл та 2,01 км² — водойми.

## Демографія
Згідно з переписом 2010 року, у переписній місцевості мешкали 2884 особи в 1146 домогосподарствах у складі 756 родин. Густота населення становила 136 осіб/км².  Було 1332 помешкання (63/км²).
Расовий склад населення:
| - 96,7 % — білих - 0,7 % — корінних американців - 0,5 % — чорних або афроамериканців - 0,4 % — азіатів |

До двох чи більше рас належало 1,6 %. Частка іспаномовних становила 1,0 % від усіх жителів.
За віковим діапазоном населення розподілялося таким чином: 24,4 % — особи молодші 18 років, 56,7 % — особи у віці 18—64 років, 18,9 % — особи у віці 65 років та старші. Медіана віку мешканця становила 40,8 року. На 100 осіб жіночої статі у переписній місцевості припадало 94,1 чоловіків;  на 100 жінок у віці від 18 років та старших — 91,6 чоловіків також старших 18 років.
Середній дохід на одне домашнє господарство  становив 46 496 доларів США (медіана — 37 596), а середній дохід на одну сім'ю — 55 999 доларів (медіана — 46 640). Медіана доходів становила 43 950 доларів для чоловіків та 33 750 доларів для жінок. За межею бідності перебувало 18,9 % осіб, у тому числі 25,9 % дітей у віці до 18 років та 0,0 % осіб у віці 65 років та старших.
Цивільне працевлаштоване населення становило 1027 осіб. Основні галузі зайнятості: освіта, охорона здоров'я та соціальна допомога — 27,7 %, роздрібна торгівля — 24,0 %, виробництво — 17,3 %.